# 錐吻凹腹鱈
錐吻凹腹鱈，為輻鰭魚綱鱈形目鼠尾鱈科的其中一種。分布於西印度洋莫三比克至南非德班海域，屬深海底棲魚類，棲息深度在395-960公尺，體長可達41公分，棲息在底層水域，以魚類、烏賊等為食，生活習性不明。